# Solvejg Albeverio-Manzoni
Solvejg Albeverio-Manzoni (* 6. November 1939 in Arogno als Solvejg Manzoni) ist eine schweizerische Malerin und Autorin.

## Leben
Manzoni wuchs als Tochter eines Journalisten in der italienischsprachigen Schweiz in Lugano auf. An der Textilschule Como machte sie von 1957 bis 1960 eine Ausbildung als Textilzeichnerin und arbeitete danach in Como und Zürich. Als freie Mitarbeiterin war sie beim Radio della Svizzera Italiana in Lugano tätig. 1970 heiratete sie den schweizerischen Mathematiker Sergio Albeverio. Nach der Heirat wechselte sie gemeinsam mit ihrem Ehemann häufiger den Wohnsitz, so lebte sie in Princeton, Oslo, Neapel, Sanary-sur-Mer, Bielefeld, Bochum und Bonn. Seit 1978 hatte sie Einzel- und Gruppenausstellungen mit Bildern, Radierungen und Zeichnungen in mehreren Ländern. Seit 1980 ist sie auch schriftstellerisch tätig. Seitdem wechselt sie zwischen Schrift und Malerei, die für sie komplementäre Ausdrucksformen sind. Heute lebt sie in Lugano und Bonn. Sie hat eine Tochter.

## Auszeichnungen
- 1987: Premio Ascona für Il pensatore con il mantello come meteora
- 1994: Buch des Jahres der Schweizerischen Schillerstiftung für Il fiore e il frutto, triando donna
- 1995: Förderstipendium der Kulturstiftung Pro Helvetia

## Werke
Bücher
- Da stanze chiuse. Gedichte u. Bilder. Giardini, Pisa 1987.
- Il pensatore con il mantello come meteora. Roman. Casagrande, Bellinzona 1990, ISBN 88-7713-161-6.
- mit Ketty Fusco, Carla Ragni: Il fiore e il frutto, triando donna. Gedichte. Edizioni del Leone, Venedig 1993.
- Frange di solitudine. Erzählung. Edizioni del Leone, Venedig 1994, OCLC 53623930.
- mit Ketty Fusco, Carla Ragni: Spiagge confinanti. Gedichte. Book Ed., Castel Maggiore (Bologna) 1996, ISBN 88-7232-237-5.
- La carcassa color del cielo. Nuova editrice Magenta, Varese 2001, ISBN 88-87559-10-4.
- Il castello, le autostrade, i boschi, la Ronda suite di 16 tavole. Pagine d’arte, Lugano 2001, ISBN 88-86995-44-X.
- mit Ketty Fusco, Carla Ragni: Contrappunto. Italienischsprachige Gedichte mit französischer Übersetzung von Daniel Colomar und deutscher Übersetzung von Rüdiger Fischer. Samizdat, Genf 2005, ISBN 2-940188-18-1.
- Gestation infinie. Entretien avec Annie Richard, Paris 2008.
- I Manzoni di Arogno – Katalog der Ausstellung in Arogno, Commissione Culturale Arogno, 2016.
- Ferite, puntoacapo, Pasturana 2018, ISBN 978-88-98224-71-5.

Beiträge in Anthologien und Literatur-/Kulturzeitschriften (Auswahl)
- Bloc Notes. Bellinzona 1985, 1990, 1996, 1998, 2003, 2010.
- Cenobio, Vezia 1998, 1993, 1996.
- Donnavanti, Lugano 1987.
- NEuropa, Euroeditor, Luxemburg 1988, 1997.
- Galleria, Ed. S. Sciscia, Caltanisetta 1992.
- Profili letterari, Urbino 1992.
- Dialogare, Massagno 2006 (Gedicht und Bild).
- Ninnj Di Stefano Busà (Hrsg.): Poeti e muse, Lineacultura, Mailand 1991.
- Gsmbk, Basel 1991.
- Franca Cleis: Ermiza e le altre, Rosenberg & Selliers, Turin 1993.
- Carla Ragni (Hrsg.): L’esilio.poeti di frontiera, Como 1994.
- Actes du XI Congrès des Poètes, Euroeditor 1997.
- Maria Jatosti: Cara poeta, Associazione Culturale S/Oggetto 3, Rom 1995.
- Domenico Cara (Hrsg.): La conservazione dell’oggetto poetico. Laboratorio delle arti, Mailand 1996.
- Franca Cleis und Osvalda Varini (Hrsg.): Pensare un mono con le donne, Breganzona 2004.
- Laura Lazzari in: Voci poetiche della Svizzera italiana, Casagrande, Bellinzona 2008.
- Laura Lazzari in: Poeti traduttori della Svizzera italiana, Casagrande, Bellinzona 2009.
- Laura Lazzari in: Immagini della donna nella poesia della Svizzera italiana, Ed. Cenobio, Vezia 2010.
- Nasser Peynman, Angeli Maugeri und Niki Mirzai, in: Interpretazioni 2/ poeti della Svizzera italiana e dell’Iran, Ed. Ulivo, Balerna 2011.
- Vincenzo Guarracino (Hrsg.): Lunario di desideri, Di Felice Edizioni, Martinsicuro 2019.

Beiträge als Malerin zu Literatur- und Kulturpublikationen
Als Malerin hat sie mit den Schriftstellern Bianca Maria Frabotta in Controcanto al chiuso (Rossi & Spera, Rom 1991) und Folco Portinari in All’ombra delle farfalle in fiore (Ed. Ulivo, Balerna 1998) veröffentlicht.
- Zeta filosofia N. 5, 2009 und N. 6, 2010, Ed. Campanotto, Udine.
- Faber Hefte, Zeitschrift für eine europäische Kultur, Hrsg. C. Biasci, Bielefeld 1993.
- Mélusine, No XX: Merveilleux et Surréalisme. Cahiers du Centre de recherche sur le surréalisme, L’Age d’Homme, Clamecy 2000, ISBN 2-8251-1475-8.
- Il Monteanalogo, Milano 2004.
- Il Protagora, Arterigere/Essezeta, Varese 2005.

Rundfunk
- Literatur- und Kulturbeiträge im Radio della Svizerra Italiana, 1964–1973.